# 特溫托普山
68°5′S 62°22′E / 68.083°S 62.367°E
特溫托普山（英語：Mount Twintop）是南極洲的山峰，位於麥克羅伯特森地，屬於弗拉姆山脈中大衛山脈的一部分，處於特里托彭山西南面11公里，由挪威製圖師根據該國探險隊的空中照片繪入地圖。